# Live Through This
Live Through This – drugi album studyjny zespołu rockowego Hole, wydany przez wytwórnię Geffen Records 12 kwietnia 1994 roku siedem dni po śmierci Kurta Cobaina – męża Courtney Love, wokalistki Hole. Cobain przed śmiercią nagrał dodatkowe partie wokalne do dwóch utworów, „Asking for It” i „Softer, Softest”. Live Through This jest jedynym albumem zespołu w którym na bassie zagrała zmarła w czerwcu 1994 roku Kristen Pfaff, oraz jest to pierwszy album w którym na perkusji gra Patty Schemel.
W Stanach Zjednoczonych Ameryki album sprzedany został w ok. 1,5 mln egzemplarzy, zaś na całym świecie w ok. 5 mln. W 2003 album został sklasyfikowany na 466. miejscu listy 500 albumów wszech czasów magazynu Rolling Stone.

## Lista utworów
1. „Violet” – 3:24
2. „Miss World” – 3:00
3. „Plump” – 2:34
4. „Asking for It” – 4:25
5. „Jennifer’s Body” – 3:41
6. „Doll Parts” – 3:31
7. „Credit in the Straight World” – 3:10
8. „Softer, Softest” – 3:27
9. „She Walks on Me” – 3:23
10. „I Think That I Would Die” – 3:36
11. „Gutless” – 2:15
12. „Olympia” (na wydawnictwie figuruje nieprawidłowy tytuł „Rock Star”) – 2:41

## Personel
Hole
- Courtney Love – wokal, gitara rytmiczna
- Eric Erlandson – gitara prowadząca
- Kristen Pfaff – bas, fortepian, wokal wspierający
- Patty Schemel – perkusja

Gościnnie
- Dana Kletter – wokal wspierający
- Kurt Cobain – wokal wspierający (4 & 8)